# Zgodovina slovenskega radia
Rodovina slovenskega radia se začenja leta 1903, ko so bili opravljeni prvi poskusi z brezžično radiotelegrafijo, leta 1928 pa je začela delovati prva radijska postaja na Slovenskem, Radio Ljubljana.

## Prvi poskusi
Prvi poskusi z brezžično radiotelegrafijo so bili na Slovenskem opravljeni leta 1903, ko so študentje poskušali vzpostaviti zvezo med Kranjem in Šmarjetno goro. Albin Belar, uveljavljeni seizmolog, je sestavil žepni brezžični sprejemnik za meteorološke in seizmološke namene. Na ljubljanski realki, kjer je bil Belar profesor, so v letih 1912 in 1918 opravljali poskuse z oddajno postajo za iskrišče in z detektorskim sprejemnikom. Imenoval se je Koherer.

## Radijski sprejemnik
Rafael Eržen je bil med zadnjimi Slovenci, ki mu je uspelo sestaviti dober radijski sprejemnik, kar je bila ena najpomembnejših nalog vsakega radioamaterja takrat. Z njim je lahko ujel ameriško postajo Pittsburgh.
Rudi Omota je leta 1924 izdelal radijski sprejemnik iz sestrinega dežnika, ki ga je uporabil za anteno pri svojem detektorju in ni potreboval nobenega napajanja. Poleg tega je izdalal še en kratkovalovni sprejemnik, ki ga je razstavljal na velesejmu in z njim ujel Radio London. Leta 1925 v Kočevju je petnajstletni Franc Jenčič na pobudo prijateljev izdelal prvi avtomobilski radijski sprejemnik za veleposestnika Franca Lavrina.
Leta 1925 je bil v Ljubljani ustanovljen Radioklub. 

## Prva radijska postaja na Slovenskem
Prve poskuse z radijskim oddajanjem na Slovenskem je opravljal Marij Osana, ki velja za očeta slovenskega radia. Z lastnoročno izdelanim oddajnikom je leta 1924 začel s poskusnim oddajanjem. 8. maja 1925 so radioamaterji iz Ljubljane pod njegovim vodstvom prenašali program, ki so ga lahko slišali na Bledu, 26. januarja 1926 pa je Osana organiziral prvi radijski prenos koncerta Glasbene Matice. Po njegovi zaslugi so v Domžalah postavili oddajnik z močjo 2,5 kW. Radio Ljubljana je začel poskusno delovati 1. septembra 1928, za slovesni začetek delovanja prve radijske postaje na Slovenskem pa velja 28. 10. 1928. Radio Ljubljana je deloval v upravi prosvetne zveze, njegov tehnični vodja pa je bil Marij Osana. Za posebnost in zvočni znak Radia Ljubljana velja petje kukavice, ki jo je posnel tonski mojster Rudi Omota in se uporablja še danes, po navadi pred osrednjimi informativnimi oddajami.

## Slovenski radio med vojnama
Med vojnama se je slovenski radio razvil v pomembno ustanovo nacionalnega pomena. Program je vsebinsko zaobjemal tri temeljne sestavine:
- narodno-domovinsko (predavanja iz narodne zgodovine, prenosi iz krajev po Sloveniji s poudarkom na zemljepisni in kulturni podobi, t. i. slovenske ure),
- ljudskoprosvetno in izobraževalno (jezikovni tečaji, znamenita oddaja Slovenščina za Slovence Rudolfa Kolariča, šolske ure, otroške in mladinske ure s poudarkom na pouku, vzgoji in zabavi),
- umetnostno (literarne ure, radijske igre, glasbeni del programa s poudarkom na narodni pesmi, slovenski vokalni in instrumentalni glasbi, razpisih glasbenih natečajev).

Povečalo se je število ur oddajanega programa in število naročnikov, radio pa se je izpopolnjeval tudi tehnično. Leta 1931 so v Domžalah povečali moč oddajnika na 5 kW. Z evropsko konvencijo o delitvi frekvenc (Montreux, 1939) je Ljubljana dobila pravico do povečanja moči oddajnika na 20 kW in možnost postavitve relejne postaje v Mariboru, a je načrte preprečila druga svetovna vojna. Med najpomembnejšimi osebnostmi tega obdobja, tudi pionirji slovenskega radia, so bili Marij Osana, vodja uprave in programa France Koblar, referent za šolske, mladinske in zabavne oddaje Niko Kuret in glavni napovedovalec Ivan Pengov. Ustanovljena sta bila poklicni radijski orkester (1933) pod vodstvom Draga Maria Šijanca in samostojni radijski komorni zbor (1937). Med letoma 1929 in 1940 je izhajal tednik Radio Ljubljana, ki je bil namenjen širjenju zanimanja za medij, kot nekakšna opozicija uradnemu radijskemu časopisu pa je leta 1934 nastal še časopis Naš val, tednik za radio, gledališče, kino, ki je izhajal do 1940.

## Slovenski radio med drugo svetovno vojno
Nemška letala so 11. aprila 1941 uničila oddajnik v Domžalah. Med okupacijo je Radio Ljubljana prevzela italijanska družba EIAR, ki je program (deloma v italijanščini) oddajala s pomočjo na novo postavljenega oddajnika v Ljubljani. Po kapitulaciji Italije 1942 je radijsko postajo prevzela dunajska družba Rawag, program pa je deloma potekal tudi v nemščini. Od novembra 1941 do marca 1942 je v Ljubljani delovala ilegalna kratkovalovna radijska postaja Kričač. Oddajal je trikrat tedensko s petnajstminutnim programom in pozival k uporu proti okupatorju, zaradi nevarnosti odkritja pa se je neprestano selil iz ene lokacije na drugo. Italijanski okupator ga kljub naporom ni nikoli odkril, zato je zaplenil radijske sprejemnike. Aparaturo Kričača so preselili na osvobojeno ozemlje in jo tam uporabljali za zvezo med partizanskimi enotami. Poleti 1944 je v Črnomlju začel oddajati Radio Osvobodilna fronta, ki so ga postavili v prostorih vodnega rezervoarja in je oddajal do 28. aprila 1945. Radijski oddajnik so nato preko Gorskega Kotarja prepeljali v Trst in nato v Ljubljano, kjer je 9. maja 1945 začel delovati kot Radio Svobodna Ljubljana, kasneje preimenovan v Radio Ljubljana. 

## Slovenski radio po drugi svetovni vojni
Sočasno z razvojem po svetu je slovenski radio uvajal programske in tehnične novosti. Prve programske osvežitve so bile neposredno branje prispevkov novinarjev in zunanjih sodelavcev. Razvijati so se začele kontaktne oddaje, radio se je vse bolj usmerjal v neposreden stik s poslušalci, razvoj je težil k posredovanju takojšnjih informacij, če je le mogoče v živo, zato je število neposrednih prenosov umetniških, športnih, političnih dogodkov naraščalo.

Med vojno je bilo delovanje radijskih ansamblov prekinjeno, po osvoboditvi leta 1945 pa sta bila na novo ustanovljena Orkester Radia Ljubljane (danes Simfonični orkester) in Komorni zbor. Osnovali so tudi Plesni orkester Radia Ljubljana (danes Big Band RTV Slovenija) in Mladinski orkester, kasneje pa še Mladinski ter Otroški pevski zbor na pobudo Janeza Bitenca. 
Postopoma so začeli uvajati drugi program (1951), 1969 pa še tretji radijski program, ki se med seboj vsebinsko razlikujejo in dopolnjujejo. Poseben radijski program je Radio Slovenia International, četrti nacionalni program, ki je namenjen tujejezičnim poslušalcem v Sloveniji in deluje od leta 1985 v Mariboru. Z začetkom delovanja televizije leta 1958 je Radio Ljubljana spremenil naziv v Radiotelevizija Ljubljana, leta 1990 pa v Radiotelevizija Slovenija.
V petdesetih letih so se začele razvijati lokalne radijske postaje, ki so s signalom in programsko pokrivale ožje regije. Že dva dni po začetku delovanja Radia Svobodna Ljubljana se je oglasil Radio svobodni Maribor, kasneje Radio Maribor, ki je postal sestavni del osrednje slovenske radijske postaje in se je razvijal kot regionalna radijska postaja. Leta 1954 se je Radiu Ljubljana formalno priključil tudi Radio Koper. Med regionalne radijske postaje spadata še Radio Capodistria, ki oddaja v italijanščini in Pomurski madžarski radio, ki oddaja v madžarščini.
Uvedene so bile tudi številne tehnične novosti – gradnja studiev, izboljševanje studijske tehnike, reportažni avtomobili in izboljšave zvez, predvsem pa UKV-oddajniki, ki so močno razširili slišnost in izboljšali kvaliteto zvoka. Slovenija je bila v Evropi tretja, ki je uvedla UKV-sistem (leta 1953 na ljubljanskem gradu). Z množično proizvodnjo tranzistorskih sprejemnikov je radio postajal potencialno dostopen vsemu prebivalstvu (leta 1950 okrog 68.000 prijavljenih radijskih naročnikov, 1960 okoli 265.000, 1970 okoli 493.000 in 1995 okoli 533.000). Pokritost Slovenije z radijskimi signali (srednji val, UKV) se je približala optimalni stopnji. Radio je postal najširši in najhitrejši informator slovenskega prebivalstva o dogajanju v svetu in doma, hkrati pa se je razvijal v pomembno kulturno, umetniško in izobraževalno ustanovo. RTV Slovenija se v največji meri financira s pomočjo RTV-prispevka, obliko javne dajatve, ki jo določa Zakon o Radioteleviziji Slovenija, v manjši meri pa z oglaševanjem v okviru svojih programov.
Junija 1991 so letala JLA hudo poškodovala oddajnike na Krvavcu, Kumu, Boču, Nanosu in v Domžalah, popravilo pa je trajalo 2 leti. Po osamosvojitvi Slovenije se je ustanavljanje radijskih postaj in dodeljevanje frekvenc močno liberaliziralo, nastala je vrsta novih, zlasti komercialnih postaj. Posebnim interesnim skupinam namenjajo programe tri radijske postaje: Radio Študent v Ljubljani (1969), študentski Radio MARŠ v Mariboru (od 1990), ljubljanski Radio Ognjišče s prevladujočo versko vsebino (od 1994).
Radijski medij, zlasti posamezne programske zvrsti, proučujejo na Fakulteti za družbene vede v sklopu komunikoloških ved. Študij je namenjen praktični vzgoji novinarjev, med drugim tudi radijskemu usposabljanju. Izobraževanje za radijsko režijo poteka na AGRFT v Ljubljani.